# Shake Hands with the Devil (album)
Shake Hands with the Devil è un album di Kris Kristofferson, pubblicato dalla Columbia Records nel luglio del 1979.

## Tracce
Lato A
1. Shake Hands with the Devil – 3:26 (Kris Kristofferson)
2. Prove It to You One More Time Again – 2:44 (Kris Kristofferson)
3. Whiskey, Whiskey – 3:47 (Tom Ghent)
4. Lucky in Love – 2:41 (Kris Kristofferson, Mike Utley, Stephen Bruton)
5. Seadream – 3:01 (Kris Kristofferson)

Durata totale: 15:39
Lato B
1. Killer Barracuda – 3:01 (Kris Kristofferson)
2. Come Sundown – 3:39 (Kris Kristofferson)
3. Michoacan (dal film Cisco Pike) – 3:00 (Atwood Allen, Kim Fowley)
4. Once More with Feeling – 2:50 (Kris Kristofferson, Shel Silverstein)
5. Fallen Angel – 4:10 (Kris Kristofferson, Rita Coolidge, Mike Utley, Stephen Bruton)

Durata totale: 16:40

## Musicisti
- Kris Kristofferson - chitarra, voce
- Stephen Bruton - chitarre
- Fred Tackett - chitarre
- Mike Utley - tastiere, sintetizzatore
- Donnie Fritts - tastiere
- Tommy McClure - basso
- Sammy Creason - batteria
- Mike Utley - accompagnamento vocale, coro
- Stephen Bruton - accompagnamento vocale, coro
- Billy Swan - accompagnamento vocale, coro
- Rita Coolidge - accompagnamento vocale, coro
- Darrell Leonard - strumenti a fiato
- E. Lon Price - strumenti a fiato
- Dwight Smith - strumenti a fiato
- E. Lon Price - sassofono solo (brano: Michoacan)
- Mike Utley - arrangiamenti strumenti a fiato

Note aggiuntive
- David Anderle - produttore
- Ron Hitchcock - ingegnere del suono
- Peggy McCreary - ingegnere del suono
- David Anderle - missaggio
- Mike Utley - missaggio
- Peggy McCreary - missaggio
- Mike Reese - masterizzazione (effettuata al The Mastering Lab)
- Ellen Vogt - assistente alla produzione
- Bert Block - personal management (management, Ridgefield, Connecticut)[1]